# Prnjavor (város)
Prnjavor (szerbül: Прњавор), város és községközpont Bosznia-Hercegovinában, a Bosanska krajina és a Bosanska Posavina közötti átmeneti területen, a Szerb Köztársaságban. 

## Fekvése
Bosznia-Hercegovina északi részén, Banja Lukától légvonalban 37, közúton 60 km-re kelet-északkeletre, az Ukrina folyó medencéjében, 185 méteres tengerszint feletti magasságban található. A község teljes területe 629,95 km2, melyből Prnjavor városa maga 6,2 km2 területet foglal el. Prnjavor városa az Orbász és a Boszna alsó folyása, a Motajica-hegység déli lejtői és Közép-Bosznia első hegyei között található, amelyek Ljubićtól délre kezdődnek. A Prnjavor község domborzata többnyire dombos, mely enyhén észak felé, Szlavónia felé lejt. Észak-Bosznia egésze egy tágabb egésznek, a Pannon-alföldnek a déli peremét képviseli. Prnjavor község három alapvető domborzati formát ötvöz: a folyamparti síkságokat, a dombokat és az alacsony hegyeket. A község legalacsonyabb pontja a Smrtički Mlin (117 m tengerszint feletti magasságban), a legmagasabb pedig a Ljubić Svinjar nevű csúcsán (596 m) található. A község felszínének több mint fele (összesen 631 km²) 200 méter tengerszint feletti magasságban (síkságok és völgyek), a többi kétharmad rész 200 és 400 méter között (dombok), egyharmada pedig 400 méter felett (Ljubić-hegy) fekszik.
Két fő völgye az Ukrina-völgy és a Vijaka-völgy a mellékfolyóikkal. Az Ukrina-völgy egy fejjel lefelé fordított ipszilon betű alakú. A felső szakaszon található Velika- és Mala Ukrina keskeny szurdokokon keresztül folyik, Gradinától lefelé (Kulaš közelében) pedig egy csendes síkvidéki folyó csatlakozik hozzájuk, a Vijaka, amelybe a Lišnja és az Ilova ömlik, és Lugnál csatlakozik az Ukrinához. Mindkét völgyet a Banja Luka és Derventa felé vezető autópályák építésével tették alkalmassá fel a közlekedésre. A múltban Ukrina és Vijaka völgyében hatalmas tölgyesek voltak, de ezeket kivágták, hogy szántót hozzanak létre, míg a Vijaka és Ukrina találkozásánál fekvő mocsaras területet tóvá alakították át.
A község dombos részei Lišnjától északra (amelyek észak felé lejtenek) és délre (a Dinári-hegység irányával egyezően ÉNy-DK-i irányba húzódnak) fekvő részekre oszthatók. Az enyhén lejtős, gazdálkodásra alkalmas terület nem jelent nagyobb akadályt az utak számára. A területén emelkedő hegyek közül Ljubić a legészakibb, amely ott fekszik, ahol Közép-Bosznia hegyvidéki régiói kezdődnek. A Ljubićtól északra csak a Motajica, a Majevica és a Kozara régebbi magányos hegységei találhatók. Ezeknek az alacsony hegyeknek a meredek lejtői eltérítik az őket elkerülő utakat. Ljubićtól délre a hegyek egyre magasabbak és járhatatlanabbak. Prnjavor városának közelében található a gyógyító, természetes ásványvízforrásáról ismert Kulaši fürdő. Prnjavor községben nincsenek jelentős ásványkincsek. A Motajica lábánál vannak olajlelőhelyek (amelyeket egykor a zágrábi INA kutatott fel), de nem elegendő mennyiségben ahhoz, hogy megérje a kitermelést. Területét valamikor nagyrészt tölgyes és gyertyános erdő borította, amiből egyetlen nagyobb maradvány a Careva Gora és a Ljubići-erdő. Az erdőterület jelenleg a községnek mintegy negyedét foglalja el.

## Éghajlata
Az éghajlat mérsékelten kontinentális, a téli középhőmérséklet -3°C és -1°C, a nyári átlaghőmérséklet pedig 20°C és 21°C között van. A csapadék nagy részét tavasszal és ősszel a nyugati szél hozza, míg télen-nyáron a száraz időt a pannon anticiklon tartja fenn. Az éves csapadék 800 és 900 mm/m² között van, de a Ljubićon több mint 1000 mm/m².

## Népessége

### A város népessége
| Nemzetiségi csoport | Népesség 1991 | Népesség 2013 |
| ------------------- | ------------- | ------------- |
| Szerb               | 3891          | 6567          |
| Bosnyák             | 2345          | 758           |
| Horvát              | 219           | 141           |
| Jugoszláv           | 926           | 28            |
| Egyéb               | 723           | 626           |
| Összesen            | 8104          | 8120          |

### A község népessége
| Nemzetiségi csoport | Népesség 1991 | Népesség 2013 |
| ------------------- | ------------- | ------------- |
| Szerb               | 33508         | 30673         |
| Bosnyák             | 7143          | 2979          |
| Horvát              | 1721          | 451           |
| Jugoszláv           | 1757          | 41            |
| Egyéb               | 2926          | 1812          |
| Összesen            | 47055         | 35956         |

## Története

### Őskor és ókor
A Prnjavor környékén található legrégebbi települések Kulašitól nem messze, a Lučić-hegyen találhatók, ahol a krapinai ősember élt. Hasonló jellegű régészeti lelőhelyeket találtak Popovićiban, Štrpciben és másutt is, de ezeket nem vizsgálták meg alaposan. A történelmi időkben, a szlávok bejövetele előtt ezt a területet illír és trák törzsek lakták, majd a mai Bosznia északi részének a Római Birodalom alá kerülése után, az i. e. 1. századtól a romanizált lakosság keveredik velük. A terület a római Pannonia Inferior (Alsó-Pannonia) provinciához tartozott. A 7. században a szlávok megérkezésével ezekre a vidékekre az illír és romanizált bennszülött lakosság részben visszavonult a szárazföld belsejébe, Dalmácia felé, de nagyrészt beolvadt a szlávok tengerébe. Az ebből az időszakból származó települések hiánya azt mutatja, hogy akkoriban a szláv pásztorok, vadászok és halászok fonott sátrakban vagy fakunyhókban éltek. Nyaranta Bosznia középső részén és hegyi legelőin juhokat tenyésztettek, a telet pedig Észak-Bosznia síkságain töltötték.

### Középkor
Prnjavor vidéke a középkorban a Horvát Királyság, majd a Magyar Királyság és a Bosnyák Királyság határán feküdt, ezért gyakran váltott uralkodót. Az első olyan települések, amelyeket írásos források említenek, Glaž (castrum Galaas vagy Glas, mint az azonos nevű zsupánia székhelye), valamint Srida városa (a Kulaši melletti Gradina lehetett a legvalószínűbb helye) volt, amely már szervezett városvezetéssel és bíróval rendelkezett. István Tamás bosnyák király 1446-os oklevele szerint fiainak adott sok falut ebből a zsupániából, ami azt bizonyítja, hogy a zsupánia Ukrina körül, a mai Prnjavor, Derventa és Kotor-Varoš községek területén terült el. (A „župa”, „zsupánia” szó a középkorban nemcsak egyházi, hanem közigazgatási egységet is jelölt.) Glaž első említése a 13. századból való, amikor IV. Béla magyar király 1244-ben Glažt választotta szálláshelyül, amikor Matej Ninoslav bosnyák bán ellen indult, és több oklevelét is innen keltezte. Glaž vára valószínűleg már az 1241-es mongol invázió előtt is létezett, amely valószínűleg elkerülte, mert király biztosan nem szállt volna meg egy romos várban. Glaž zsupániát Kotromanić I. Tvrtko bosnyák király idejében a nagyhatalmú Babonić család uralta, majd 1361-től Leustahi szlavón bán kezére került. Glaž az egyházi és világi dokumentumok egész sorában szerepel, egészen 1469-ig, amikor utoljára említik az ottani, 1372-ben alapított ferences kolostort. Ezek az adatok arra utalnak, hogy Prnjavor környékének lakói az Oszmán Birodalom uralma előtt katolikus hitűek voltak, és először a zágrábi, majd a boszniai egyházmegyéhez tartoztak.

### Az oszmán uralom
A glaži zsupánia a 16. század első felében, valószínűleg Jajca és Banja Luka 1528-as eleste és Gradiška 1537-es eleste között került oszmán fennhatóság alá. Ez az esemény döntő volt a prnjavori régió lakosságának történetében, mert az oszmán uralom három és fél évszázada alatt a lakosság vallási összetétele a legdrasztikusabban megváltozott. Azok a források, amelyek ezekről a változásokról beszélnek, Bosznia ezen részének általános tendenciáira utalnak, és három, egyidejűleg bekövetkezett változásról tanúskodnak: a katolikus lakosság eltűnése, az iszlamizáció és az ortodox lakosság bevándorlása. A katolikus lakosság az oszmán uralom alatt szinte teljesen eltűnt az egész Boszniai Krajinából és Boszniából. A katolikusok egy része a 15. század végén, a 16. század elején az oszmán hadsereg bevonulása előtt visszavonult. Volt, akit a háborúban öltek meg, volt, aki éhen és betegségekben halt meg, volt, akit rabszolgának hurcoltak, és volt, aki megmaradt. A megmaradtak egy része valószínűleg áttért az iszlámra, mások pedig továbbra is gyakorolták vallásukat, amit az Oszmán Birodalom felemelkedése idején (a 16. század közepéig) az oszmán uralom, bár korlátozásokkal, de eltűrt. Az egyetlen forrás, amely a prnjavori régiót említi, Nikola Olovčić srebrnai ferences püspök volt, aki átutazott Bosznián, és 1672-ben Lišnjába érkezett, ahol az oszmán hatóságok erős elnyomása alatt talált egy kis katolikus közösséget, lelkipásztorral, de templom nélkül. A legnagyobb kivándorlásra az osztrák-oszmán háború (1683-1699) végén került sor, amikor Savoyai Jenő herceg seregével együtt a katolikusok többsége, tartva a szultáni hadsereg megtorlásától, kivonult a térségből. Végül is az első megbízható népszámlálás 1879-ből mindössze 243 katolikust talált a prnjavori régióban. Sokan tértek át az iszlámra is. A kutatások azt mutatják, hogy az iszlamizáció különösen a kisnemesség és a földbirtokosok soraiban volt sikeres. A döntés egyéni volt, és sok volt keresztény rendkívül sikeres karriert futott be az oszmán hadseregben. Az a tény, hogy Prnjavor környékén viszonylag csekély maradt a muszlimok száma, a határ közelségével magyarázható, amely 1699 óta a Szávánál volt, ahonnan gyakran portyáztak a katonai határőrvidékről becsapó osztrák határőrök. A 19. században Prnjavor régióban számos felkelés tört ki, amelyek során a keresztény lakosság elűzte a muszlimokat.
A harmadik meghatározó jelenség az oszmán uralom alatt az ortodoxok megjelenése volt ezen a vidéken. A fent említett első osztrák-magyar népszámláláson, 1879-ben az ortodoxok voltak a legtöbben, 17 009 lakossal. A történészek egyetértenek abban, hogy az oszmán hódítás első éveiben, Boszniában, a Drina, a Neretva és a Száva között sehol egyetlen nyoma sincs keleti szertartású templomnak vagy szerzetesek, papok vagy püspökök említésének. Az ortodoxia első megjelenése a boszniai Krajinában (szemben Kelet-Hercegovinával) 1596-ra nyúlik vissza, amikor a Gomionica kolostort (Prijedortól északra) először említik. Az ortodoxok érkezése az oszmán hódításhoz kötődik. Az ortodoxia elterjedéséhez hozzájárult, hogy 1557-ben Sokolović Mehmed pasa újra megalapította a Peći Patriarchátust, aki az iszlámra át nem tért testvérét, Makarit nevezte ki pátriárkává. Az oszmán adminisztrációnak valószínűleg szembe kellett néznie azzal a problémával, hogy inváziójuk előtt a katolikus parasztok elmenekültek, ezért úgy döntött, hogy bizonyos kiváltságokat biztosít a bevándorló ortodox lakosságnak. Míg a katolikusoknak megtiltották a templomok újjáépítését, Boszniában ortodox kolostorok és templomok jöttek létre, néhány helyen pedig a katolikusok templomait és kolostorait foglalták el. A szerb ortodox egyház dinamizmusát bizonyítja az is, hogy a püspök számos kéréssel fordult a boszniai beglerbéghez, hogy a katolikusokat helyezzék az ortodox papság joghatósága alá. Az ezekre a területekre bevándorló ortodoxok többnyire földművesek voltak, akik az oszmán uralkodók birtokain dolgoznak. A prnjavori régióban a legtöbb ortodox keresztény (a település idős lakosai között végzett felmérés szerint, amelyet Nedović professzor készített) Kelet-Hercegovinából, Észak-Montenegróból, a Kotori-öböl vidékéről, valamint Közép-Szerbiából érkezett. A neves horvát történész, Vjekoslav Klaić szerint Prnjavor ekkor egy körülbelül száz mohamedán házból és körülbelül húsz ortodox házból álló kisváros volt. A mohamedánoknak volt egy mecsetjük, az ortodoxoknak pedig a plébániájuk. Tehát akkoriban a legrégebbi településeken (Prnjavor, Konjuhovci, Lišnja), a muszlimok voltak túlsúlyban, míg a környező falvakban az ortodoxok voltak többségben.

### A 19. század végétől
A térség 1878-ig tartozott az Oszmán Birodalomhoz, ekkor a berlini kongresszus határozata alapján az Osztrák-Magyar Monarchia része lett. 1879-ben az első osztrák-magyar népszámlálás során a Prnjavori járás központját képező településnek 328 háztartása, 663 muszlim, 430 ortodox és 14 római katolikus lakosa volt. 1896-tól Galícia és Bukovina terüretéről nagyszámú lengyel és ruszin lakosságot telepítettek be Boszniába. A hivatalos betelepítés 1896-tól 1906-ig tartott. A lengyel telepesek túlnyomórészt római katolikus gazdálkodók voltak Galíciából és Lodomeriából, de velük együtt jöttek görögkatolikus és keleti ortodox ruszinok is. A telepesek 80%-a szláv származású, lengyel, cseh és ukrán volt, de kisebb számban érkeztek rajnavidéki és sziléziai németek, Trento környéki olaszok, valamint szlovákok és magyarok is. Ezzel kompenzálták a Szandzsák, Koszovó, Macedónia és Anatólia felé költözött muszlim lakosság veszteségét. A betelepülők főként a monarchia fejlettebb mezőgazdasági területeiről érkeztek és erdőirtással új szántóföldeket alakítottak ki, melyeket fejlett technikával új növényi kultúrákat termesztettek. Így a telepesek hozzájárultak a hozamok növeléséhez, és ezzel az önkormányzati kasszába befolyó adókból és egyéb járulékokból származó bevételek növeléséhez, amelyekből új utak, általános iskolák építésére fektettek be. Prnjavorban ekkor épült az új (azaz a jelenlegi) ortodox templom (1884-1887), majd új katolikus templom (1909) is.
1910-ben a Prnjavori járáshoz tartozó településen 408 háztartást, 874 muszlim, 625 ortodox, 273 római katolikus, 92 görög katolikus, 7 izraelita és 5 evangélikus lakost találtak. A monarchia szétesésével 1918-ban előbb a Szerb-Horvát-Szlovén Királyság, majd 1929-től a Jugoszláv Királyság része. 1921-ben a községnek 440 háztartása és 1826 lakosa volt. Az 1929-es törvény értelmében, amikor Bosznia-Hercegovinát négy banovinára, Drinskára, Vrbaskára, Zetskára és Primorskára osztották, a település a Vrbaska banovina része lett, amelynek székhelye Banja Luka volt Jugoszlávia megszállása után a Független Horvát Állam (NDH) része lett. A második világháború után a település a szocialista Jugoszláviához tartozott. A második világháború után, 1951-ben a maival megközelítőleg azonos területen alakult meg Prnjavor község. Az elmúlt hatvan évben ezen a területen jelentős gazdasági kapacitások és infrastruktúra fejlődött, az önkormányzati központ pedig egyre inkább városias települési jelleget öltött. A daytoni békeszerződést követő területfelosztásnál a település Prnjavor község részeként a Szerb Köztársaság területéhez került.

## Gazdaság
Tekintettel arra, hogy a lakosság közel négyötöde vidéken él, a nagy művelhető területek miatt, az önkormányzati fejlesztések szempontjából mindenképpen a mezőgazdaság képezi a gazdaság meghatározó ágává. Prnjavor területén több mint 49 000 hektár földet művelnek meg, emellett 1510 hektáron termesztenek gyümölcsöt. A megművelt földterületek összterületéből a gabonanövények aránya 77%, a zöldségféléké 10%, míg a többit ipari növényekkel, bogyós és gyümölcsös kultúrákkal vetették be. Új üvegházak épültek, egészséges élelmiszerelőállítási projektek indultak, amelyekre Prnjavor Község önkormányzata a jelentős ipari kapacitások hiánya miatt a megőrzött természeti értékek miatt nagy lehetőségekkel rendelkezik.
A természeti kincsek kedvező feltételeket biztosítanak a turizmus számára. A folyók és patakok, a hatalmas erdős területek, valamint az Ukrina növényzettel borított partjai és a régi malmok különösen vonzóvá teszik ezt a folyót a természet és a horgászat szerelmesei számára. A Drenova-tó és a Ribnjak horgászterületi egyaránt nagyon jó alapot nyújtanak a vadászati és halászati fejlesztésekhez. 2003-ban rekordfogást (91 kg-os harcsa) regisztráltak ezen az egyébként horgászhelynek számító tavon. Nagy vadászterületek találhatók a Motajica-hegység, a Čavka és a Ljubić-hegy erdeiben. A térség főként németországi, osztrák és főleg olaszországi vadászok kedvelt célpontjává vált.

## Oktatás
Az óvodai oktatás és nevelés Prnjavor város területén a „Naša radost” óvodában zajlik. Az intézményben nyolc nevelési csoport működik, hat csoport a prnjavori általános óvodában, két vegyes óvodai csoport pedig a Donja Ilova Szervezeti Egységében.
A városban két általános iskola található: A „Nikola Tesla” Általános Iskola és a „Branko Ćopić” Általános Iskola. A község területén még további hat alapfokú oktatási intézmény üzemel Lišnja, Potočani, Donji Vijačani, Kulaši, Gornji Smrtići és Šibovska településeken.
Prnjavor város területén a középfokú oktatás két iskola munkáján keresztül zajlik: a JU Gymnazija Prnjavor és a JU „Ivo Andrić” Középiskolai Központ. A JU Gimnazija Prnjavor három szakon oktatja a hallgatókat: általános, szociális-nyelvészeti és számítógép-informatika szakon. JU „Ivo Andrić” Középiskolai Központ öt különböző oktatási területen oktat diákokat: közgazdaságtan, jog és kereskedelem, gépészet és fémmegmunkálás, mezőgazdaság és élelmiszer-feldolgozás, egyéb tevékenység és elektrotechnika.
Prnjavor város területén a diákoknak lehetőségük van általános és középfokú zenei oktatásra is a „Konstantin Babić” Zeneiskola keretében.

## Kultúra
- A város kultúrális életének fő képviselője a GKUD „Pronija” Kulturális és Művészeti Egyesület, mely 2011. szeptember 21-én alakult Bosznia-Hercegovina, Szerbia és a prnjavori régió folklór örökségének megőrzésére. Az egyesület  gyermek-, ifjúsági és felnőtt folklóregyüttesekkel rendelkezik.

- A helyi szerbek kultúrális egyesülete az SPKD „Prosvjeta” Prnjavor Szerb Kultúrális Egyesület.

- A helyi ukránok kultúrális egyesülete a UKPD „Taras Ševčenko” Ukrán Kulturális és Művészeti Egyesület.

## Sport
A város jelentősebb sportegyesületei:
- FK „Ljubić“ Prnjavor labdarúgóklub
- KMF „Obilić” kispályás labdarúgóklub
- FK Prnjavor labdarúgóklub
- ŽFK „Ljubić“ Prnjavor női labdarúgóklub
- OK „Ukrina” Prnjavor röplabdaklub
- KK Prnjavor kosárlabdaklub
- Džudo klub „Soko – M” Prnjavor cselgáncsklub
- AK Prnajvor atlétikai klub
- RK „Sloga” Prnjavor kézilabdaklub
- TK Prnjavor taekwondoklub
- KK „Ipon” Prnjavor karateklub
- „Olimp 2000” teniszklub

## Nevezetességei
- A Prnjavor városában található Páduai Szent Antal római katolikus templom 1909-ben az Osztrák-Magyar Birodalom idején épült.[8]

- A Prnjavor városában található városi mecset felkerült Bosznia-Hercegovina nemzeti örökségeinek listájára, 1992-ben a boszniai háború alatt elpusztult, de később újjáépítették.[9]

- A Stuplje és Liplje kolostorok, két ikerkolostor, melyeket a könyvekben mindig együtt emlegetnek, mint az oszmán uralom alatti pusztítás áldozatait. Miután az osztrák-oszmán háború során az oszmánok felégették őket, a romokat elhenyagolták. Stuplje alapjait például csak 1994 közepén találták meg Gornji Vijačaniban (Prnjavortól nem messze fekvő falu). A középkori kolostor újjáépítése és építése azóta is folyik.

- A Prnjavor városától 14 km-re található Kulaši Gyógyfürdő, mely az osztrák-magyar uralom óta szanatóriumként ismert ezen a területen. Az itteni gyógyvíz víz hiperlúgos (pH 12,75) és hidrogén-szulfidot tartalmaz. A víz hipertermikus, hőmérséklete 28 °C. Degeneratív bőrbetegségekre, műtét utáni rehabilitációra, csont-ízületi-izomrendszeri gyulladásos betegségek, máj-, gyomor-, vese- és húgyúti betegségek stb. kezelésére ajánlatos.